# Pontinus tentacularis
Pontinus tentacularis (лат.) — вид морских лучепёрых рыб из семейства скорпеновых.
Придонная тропическая рыба. Обитает на глубинах от 170 до 600 м. Распространена в Индийском и западной части Тихого океанов от Реюньона и Маврикия до Филиппинских островов. Добычу поджидает в засаде. Представители вида безвредны для людей.
Максимальная длина тела 16 см.